# Caféine en poudre
 (juin 2025).
Améliorez-le ou discutez des points à vérifier. 
La caféine en poudre est une forme de caféine pure. La caféine est une substance stimulante du système nerveux central qui est principalement présente dans le café.
Il doit être évité la confusion entre la caféine en poudre (la composante psychoactive du café pur, inhabituellement isolée) et le simple café en poudre (café instantané, tout le café en format déshydraté). Une petite cuillère de caféine en poudre peut contenir près de 17 fois plus de concentration de caféine qu'une dose de café en poudre (instantané ou soluble), et près de 30 fois plus de concentration de caféine qu'une dose (une tasse) de café express (café seul). Par conséquent, la dose de caféine pure avec une petite cuillère comme un simple café instantané est de graves conséquences sur la santé (peut-être mortelles).